# Les Vedettes
Pour plus de détails, voir Fiche technique et Distribution.
Les Vedettes est un film français réalisé par Jonathan Barré et sorti en 2022. Il s'agit du deuxième film du duo Palmashow, composé de Grégoire Ludig et David Marsais, après La Folle Histoire de Max et Léon (2016) du même réalisateur.
Le film suit Daniel et Stéphane qui travaillent comme vendeurs dans un magasin d'électroménager. Même s'ils ne s'entendent pas du tout, ils décident de faire équipe pour participer à des jeux télévisés, pensant qu'ils pourront ainsi rembourser leurs dettes. Ils ignorent cependant que la célébrité va très vite leur monter à la tête.

## Synopsis
Dans un restaurant karaoké, Daniel Santini, employé d'Univers Tech, un magasin d'électroménager, boit une bière. Lorsque l'animateur lui propose de venir chanter, Daniel refuse prétextant que « tout cela est derrière lui ».
Le lendemain, Daniel se rend au magasin où il est pris à partie par Stéphane Chevalier, un autre vendeur, qui se rêve manager. La tension monte quand Daniel lui demande de mettre des clips musicaux sur les télévisions à la place de la publicité amatrice que Stéphane a tourné pour une plancha. Patricia, leur patronne les sépare et la discussion s'arrête là. Le soir, Daniel se rend chez un notaire où sa sœur dépressive, Laurence et son neveu, Bastien, l'attendent. À la suite du décès de leur mère, ses enfants doivent payer les frais de succession et Laurence ne voit pas d'autre solution que de vendre la maison familiale dans laquelle Daniel habite. Un malheur n'arrivant jamais seul, Patricia apprend à ses employés que l'Univers Tech va fermer ses portes et que les employés en CDD, comme Daniel, sont licenciés. Patricia propose également de faire l'inventaire du magasin de nuit, payé double, et Daniel est contraint de former un binôme avec Stéphane.
La nuit venue, Stéphane commence son travail pendant que Daniel regarde l'émission du Prix à tout Prix où les candidats doivent deviner le prix d'objets divers et variés. À la surprise de Daniel, Stéphane connaît le prix exact de tous les objets. Daniel lui propose alors de participer à l'émission car ils pourraient remporter une grosse somme d'argent. Stéphane refuse, malgré plusieurs crédits qu'il a contractés pour s'acheter des objets high-tech, mais Daniel envoie quand même leur candidatures sans le lui dire. Pendant ce temps, dans les locaux de la chaîne, Blaise Petit, le producteur, cherche à doper l'audimat de l'émission en trouvant des candidats atypiques, n'ayant aucun recul sur eux-mêmes les rendant ridicules. Léa et FX, ses assistants, lui soumettent les candidatures de Daniel et Stéphane qui sont tout de suite acceptées.
Tôt le matin, Daniel est appelée par les assistants qui lui demandent de venir jusqu'aux locaux de la chaîne le jour même pour passer une audition. Se sachant bientôt chômeur, Daniel se rend au magasin avant tout les autres employés; prend deux téléphones portables en rayon et en dépose un dans le casier de Stéphane et l'autre dans son casier. Son plan fonctionne et Patricia les limoge pour vol, mais Stéphane croit à une conspiration et refuse de quitter la boutique. Daniel l'assomme et Stéphane se réveille dans son van. Ils doivent cependant faire un détour dans un Ehpad où Daniel fait la connaissance du père muet de Stéphane, Gustave, qui va être mis à la porte car son fils n'a pas payé le loyer depuis des mois. Stéphane promet au directeur qu'il paiera et les deux compères arrivent jusqu'aux locaux.
Pendant l'audition, Blaise demande à Daniel de chanter, ce qu'il refuse, et lui et Stéphane finissent par se disputer encore une fois. Blaise, ravi, les félicite et leur annonce qu'ils seront dans la prochaine émission. Obligé de passer la nuit dans le van de Daniel, Stéphane se rend compte que celui-ci chante très bien en dormant. Daniel lui montre alors une démo qu'il avait faite, intitulé "Simplement Dan" d'après une chanson qu'il avait écrite. Une fois parti, Stéphane voit que la famille de Daniel n'approuvait absolument pas son désir de devenir chanteur ce qui l'avait fait renoncer à son rêve. Lors de l'enregistrement, Fred Costa le présentateur, sur ordre de Blaise, demande à Daniel de chanter. Contraint, Daniel interprète Chanter de Florent Pagny puis grâce à Stéphane remporte petit à petit les gains de l'émission. Malheureusement, Stéphane répond sur le gong lors d'un des jeux et ils perdent l'intégralité de l'argent accumulé. Le duo vient se plaindre auprès de Fred estimant qu'ils ont répondu avant la dernière seconde mais l'animateur se révèle méprisant à leur égard et leur demande de partir. Daniel, qui l'admirait, lui met un coup de boule et les deux hommes sont jetés dehors par la sécurité.
Sur le chemin du retour, Stéphane propose à Daniel de tenter sa chance à Et Tu Chantes Chantes, une émission musicale, mais ce dernier refuse et rend Stéphane responsable de leur échec au Prix à tout Prix. Daniel est tout de même forcé d'aller dormir chez Stéphane quand Laurence lui apprend qu'elle a fait changer les serrures de sa maison. Chez Stéphane, Daniel comprend qu'il achète tout et n'importe quoi pour combler un vide et son collègue lui propose de tourner le clip de "Simplement Dan" pour l'envoyer à l'émission. Daniel accepte malgré le refus de sa sœur et Blaise les reçoit. Le clip, très amateur, remporte un succès auprès de ses équipes et le producteur leur dit qu'il les rappellera pour que Stéphane participe à l'émission. En off, tout le monde a ri devant la piètre réalisation.
Au restaurant karaoké, Stéphane et Daniel croisent Patricia, et Stéphane décide d'aller lui dire ses quatre vérités. Une fois Stéphane parti sur le parking, Patricia avoue à Daniel qu'elle savait, via les badges, que Stéphane était responsable du vol des portables mais qu'elle ne lui en tient pas rigueur. Daniel voit ensuite son van les vitres brisées après que Stéphane a confondu par erreur la voiture de Patricia, qu'il cherchait à dégrader, avec celle d'un vigile. Obligé de cohabiter avec Daniel et Gustave, Stéphane tente de participer à une autre émission mais finit par se disputer encore une fois avec Daniel. Les voisins préviennent la gendarmerie qui leur demande des autographes. En effet, le clip "Simplement Dan" et l'émission du Prix à tout Prix les a rendu célèbres sur Internet. Blaise, qui ne veut pas passer à côté de l'audimat, fait participer Daniel à Et Tu Chantes Chantes qui remporte le lot. Stéphane, qui a surpris une conversation où Blaise expliquait qu'il comptait se servir de Daniel pour gagner de l'argent facilement, prévient son ami mais ce dernier ne l'écoute pas, l'accusant même d'être jaloux.
Quelque temps plus tard, Daniel signe le chèque du notaire via l'argent qu'il a gagné grâce à l'émission. Sur le conseil de Laurence, il se rend chez Stéphane pour lui proposer de devenir son manager et lui apprend qu'il va participer à une émission de téléréalité La Villa des Confidences, même s'il ne croit pas au projet. Les deux hommes en restent là mais Gustave dialogue avec son fils pour lui faire comprendre de ne pas abandonner son seul ami. Daniel déteint avec le reste des candidats et Stéphane, qui a revendu sa collection pour s'acheter un van, brise le mur de la villa pour le sauver. En reculant, il écrase accidentellement Blaise et le duo s'enfuit.
Quelques mois plus tard, les deux amis ont repris le restaurant, renommé Simplement Dan & Steph, et organisent des soirées. Stéphane et Laurence sortent ensemble, Gustave et Benoît s'occupent des vestiaires et Daniel chante pour distraire les convives. Deux journalistes viennent les interviewer pour savoir ce qu'ils sont devenus après leur passage à la télévision. Stéphane et Daniel se disputent alors pour expliquer qui a eu le plus d'influence dans leur reconversion. Deux présentateurs annoncent plusieurs informations, dont celle de la mort de Fred Costa.

## Fiche technique
Sauf indication contraire, les informations mentionnées dans cette section peuvent être confirmées par la base de données cinématographiques IMDb,  présente dans la section « Liens externes ».
- Titre original : Les Vedettes
- Réalisation : Jonathan Barré
- Scénario : Jonathan Barré, Grégoire Ludig et David Marsais
- Musique : Charles Ludig
- Photographie : Sébastien Cros
- Montage : Delphine Guilbaud
- Décors : Stéphane Cressend
- Production : Sidonie Dumas et Alain Goldman
- Sociétés de production : Gaumont, Légende Films, en coproduction avec Blagbuster Productions et TF1 Films Production
- Société de distribution : Gaumont (France)
- Budget : 8,92 millions d'euros
- Pays de production :  France
- Langue originale : français
- Format : couleur
- Genre : comédie
- Durée : 102 minutes
- Dates de sortie :
  - France : 10 janvier 2022 (première à La Rochelle) ; 9 février 2022 (sortie nationale)

## Distribution
Sauf indication contraire, les informations mentionnées dans cette section peuvent être confirmées par la base de données cinématographiques IMDb,  présente dans la section « Liens externes ».
- Grégoire Ludig : Daniel Santini, dit « Simplement Dan »
- David Marsais : Stéphane Chevalier
- Julien Pestel : Blaise Petit, le producteur des jeux télévisés
- Damien Gillard : Fred Costa, l'animateur des émissions Prix à tout prix et Et tu chantes chantes
- Alexandra Gentil : Léa, l'assistante de Blaise
- Harmandeep Palminder : FX, l'assistant de Blaise
- Gaëlle Lebert : Laurence Santini, la sœur de Daniel
- Juliette Plumecocq-Mech : Patricia, la patronne de Daniel et Stéphane
- Théo Gross : Bastien, le fils de Laurence
- Patrick Hongniat : Gustave Chevalier, le père de Stéphane
- Marion Creusvaux : Nadine, la collègue de Daniel et Stéphane
- Éric Théobald : Hervé, le voisin de Stéphane
- Nathalie Cerda : maître Allard, la notaire
- Sam Karmann : le directeur de l'EHPAD
- Alice Vial : la serveuse « Marilyn Monroe » du karaoké
- Philypa Phoenix : Karine, la journaliste de News TV
- Xavier Robic : Patrick, le journaliste de News TV
- Nicolas Martinez : un des gendarmes
- David Salles : un des gendarmes
- Olivier Martin-Salvan : Candidat Poitiers
- Cécile Dominjon : Candidate Poitiers
- Maxime Musqua : le chauffeur de salle
- Adrien Ménielle : le leader des Musikos
- Grégory Di Meglio : Esteban Lopes, le chanteur de Je te like
- Jonathan Barré : un technicien du studio
- Charles Ludig : un membre de l'orchestre de l'émission Et tu chantes chantes
- Pierre Ludig : garagiste
- Camille Ludig : assistante plateau

## Production

### Tournage
Le tournage a lieu du 2 septembre au 25 novembre 2020. Il a notamment lieu dans les Yvelines (Les Bréviaires) et dans la zone commerciale de Beaulieu à Puilboreau ainsi qu'à La Rochelle, en Charente-Maritime.

## Accueil

### Sortie
Le film devait initialement sortir le 28 avril 2021. En raison de la pandémie de Covid-19 et de la fermeture des salles, la sortie est repoussée au 9 février 2022, la première diffusion en avant-première a eu lieu à La Rochelle, le 10 janvier 2022.

### Critique
La critique presse est mitigée mais tend plus du côté positif. Voici parle d'un « buddy movie désopilant, mix d'absurde, d'humour et de tendresse », Le Figaro d'un « duo drôle et attachant ». Plus généralement, la critique s'accorde sur la satire de la surconsommation et de l'univers TV. Écran Large reconnaît « la prise de risque » du duo, quand Première trouve dommage de ne pas sortir de la réalisation habituelle de l'émission du Palmashow. C'est d'ailleurs le point négatif qui ressort le plus fréquemment, une réalisation trop proche de celle de la télé « qui manque d'inventivité » (Le Journal du dimanche).
Sur le site Allociné, le film reçoit une moyenne de 3,1⁄5, après avoir recensé 17 titres de presses.

### Box-office
Le jour de sa sortie nationale, la comédie réunit 36 680 spectateurs et spectatrices (16 746 en avant-première), pour 461 copies. Le film se positionne en seconde position devant le blockbuster américain Moonfall (25 074) et après le thriller policier Mort sur le Nil (39 799). Au bout d'une semaine d'exploitation, la comédie a réussi à séduire 179 006 spectateurs et spectatrices, se plaçant à la 5e place du box-office français devant Spider-Man : No way home (134 635) et derrière Moonfall (207 212). Au bout de sa deuxième semaine d'exploitation en France, le film chute à la 10e place du box-office avec 97 762 entrées pour 276 768 entrées cumulées.
| Pays ou région | Box-office      | Date d'arrêt du box-office | Nombre de semaines |
| -------------- | --------------- | -------------------------- | ------------------ |
| France         | 351 014 entrées | 22 mars 2022               | 6                  |
| Total mondial  | 2 627 605 $     | -                          | -                  |